# Der Schlangemann
Der Schlangemann är en svensk kortfilm från 2000 i regi av Björn Renberg och Andreas Hansson. Filmen hade premiär på Göteborgs filmfestival den 26 januari 2001.
Filmen har visats på ett flertal festivaler och vann publikens pris i San Sebastian som bästa kortfilm 2002. Den har även visats på Centre Georges-Pompidou i Paris 2003, som en del i ett evenemang om totems och gosedjur.

## Handling
En låtsasreklam för en docka med en penis i tre längder.

## Rollista
- Roger Jönsson